# Feel It in My Bones
"Feel It In My Bones" je skladba nahraná nizozemským trance umělcem Tiëstem a kanadskou skupinou Tegan and Sara. Píseň byla vydaná jako v pořadí třetí singl ze čtvrtého studiového alba s názvem Kaleidoscope dne 7. září 2009. 4. června byl singl vydaný podruhé.
Hudební videoklip k písni "Feel It In My Bones" měl premiéru na oficiálním YouTube kanálu Tiësta 13. ledna 2010.

## Seznam skladeb
- Digitální stahování #1

1. "Feel It in My Bones" – 4:52

- Digitální stahování #2

1. "Feel It in My Bones" (Radio Edit) – 3:25
2. "Feel It in My Bones" (Marcus Schössow Remix) – 7:05
3. "Feel It in My Bones" (Paul Miller & Sasha Dubrovsky vs. Suncatcher Remix) – 8:07
4. "Feel It in My Bones" (Paul Webster Remix) – 8:20
5. "Feel It in My Bones" (Album Version) – 4:52